# Historische Schule der Nationalökonomie
Die Historische Schule der Nationalökonomie prägte die deutschsprachige Sozialwissenschaft über ein Jahrhundert zwischen 1850 und 1950 hinweg.
Dabei widmete sie sich vielen Teilproblemen der Ökonomie wie der Wertlehre oder dem Wesen des Zinses, setzt sich aber insbesondere mit praktischen Problemen, wie der aufkommenden sozialen Frage, also der Verarmung breiter Schichten im Zuge der Industrialisierung, auseinander. Ihre Vertreter versuchten dabei praxisnahe Wissenschaft zu betreiben und Lösungen für aktuelle Probleme ihrer Zeit aufzuzeigen. Dogmengeschichtlich hat sie sich besonders mit der Kritik an der klassischen Lehre hervorgetan und man kann sie durchaus als einen direkten Vorläufer der modernen Institutionenökonomik bezeichnen. Darüber hinaus hat sie zu zwei bereichernden Diskussionen in der akademischen Welt geführt: dem Methodenstreit der Nationalökonomie, bei dem die Notwendigkeit und Fruchtbarkeit induktiver und deduktiver Forschung erörtert wurde, und dem Werturteilsstreit um die Frage, wie normativ Ökonomie sein darf und kann.

## Lehren (Überblick)
Die Historische Schule versucht, ihre Hypothesen in der Wirklichkeit zu verankern. Dazu war es notwendig, die eigenen Studien mittels empirischer Erhebungen abzusichern beziehungsweise auf Erkenntnisse der Geschichtswissenschaft zurückzugreifen. Da alle so herausgearbeiteten Entwicklungsgesetze abhängig von ihrem Kontext in Raum und Zeit sind, sind sie zwar nicht universell anwendbar, es ist aber möglich, so genannte Entwicklungsstufen herauszuarbeiten, die sich trotz ihrer räumlichen oder zeitlichen Entfernung ähneln. Dort, so die Annahme, würden auch die Entwicklungen ähnlich verlaufen.
Diese Vorstellungen stehen der individualistisch, utilitaristisch und deterministisch angesehenen Klassik diametral entgegen.
Zusammenfassend kann man sagen, dass die allen Vertretern gleiche Grundauffassung darin bestand, alle Lebensvorgänge als geschichtliche Ereignisse zu begreifen. Menschen werden nicht nur vom Eigennutz zum Handeln motiviert, sondern auch von anderen kulturellen Faktoren. Da Kultur sich ändert und die Nationalökonomie sich mit Menschen beschäftigt, kann sie auch nur eine Sozialwissenschaft sein, keine Naturwissenschaft, als die die Klassiker sie aufgefasst hatten. Ziel ist dann keine Erfassung von Naturgesetzen, sondern die Systematisierung und Verallgemeinerung von historischen Daten, um zu empirisch haltbaren Aussagen zu gelangen.
Max Weber kritisierte in seinem 1903 bis 1906 entstandenen methodologischen Aufsatz Roscher und Knies und die logischen Probleme der historischen Nationalökonomie die Vernachlässigung gewisser elementarer logisch-methodischer Probleme, wobei er sich bei der wissenschaftlichen Begriffsbildung (gegen emanatistische Logik im Anschluss an Hegel) und der Scheidung von Gesetzes- und Wirklichkeitswissenschaften stark auf Vorarbeiten des badischen Neukantianismus stützt (Heinrich Rickert, Wilhelm Windelband, Emil Lask).

## Theoriegeschichte und -entwicklung

### Vorläufer
Friedrich List und Adam Müller von Nitterdorf haben mit ihrer Kritik an der Klassischen Nationalökonomie der Historischen Schule vorgearbeitet. Sie vertraten den Gedanken, dass es keine universell gültigen volkswirtschaftlichen Gesetze geben könne. Es müssten immer auch die konkreten Umständen wie z. B. der Entwicklungsstand einer Volkswirtschaft berücksichtigt werden.

### Ältere Historische Schule
Hauptvertreter:
- Wilhelm G. F. Roscher (1817–1894)
- Bruno Hildebrand (1812–1878)
- Karl G. A. Knies (1821–1898)

Die ältere Historische Schule ist sich vor allem in ihrer Ablehnung der Klassik einig. Deren Anspruch, Naturgesetzlichkeiten, also von Raum und Zeit unabhängige Gesetze zu formulieren, begegnet man sehr skeptisch. Insbesondere der Vorstellung einer „idealen“ Volkswirtschaft setzt sie die Pluralität von Idealen und die Vielseitigkeit menschlichen Verhaltens entgegen – Nationalökonomie ist also keine Natur-, sondern eine Sozialwissenschaft.
Roscher – als Hauptvertreter dieser Schule – will die wirtschaftlichen Gegebenheiten und Vorstellungen einzelner Epochen und geographischer Räume erkunden. Daraus, erwartet er, lassen sich durch empirische Auswertung Entwicklungsgesetze ableiten. Diese sind zwar nicht per se für die Vorhersage geeignet, können aber helfen aktuelle Entwicklungen besser zu verstehen. Hildebrand erklärt die Nationalökonomie sogar zur Keimzelle einer allgemeinen Kulturtheorie (Die Soziologie war zu diesem Zeitpunkt noch nicht als eigene Wissenschaftsdisziplin etabliert).
Als Ergebnis ihrer Forschungstätigkeit entstanden nicht nur zahlreiche Detailstudien von der Entwicklung kommunaler Handwerksbetriebe bis zum Entstehen ganzer Wirtschaftsbereiche. Ihr gebührt auch das Verdienst, den Begriff der Kultur als Einflussgröße auf historische Veränderungen in die Nationalökonomie eingeführt zu haben.

### Jüngere Historische Schule
Hauptvertreter:
- Gustav von Schmoller (1838–1917)
- Karl Bücher (1847–1930)
- Lujo Brentano (1844–1931)
- Adolph Wagner (1835–1917)

Die jüngere Historische Schule kritisiert an der älteren vor allem deren Drang zur Theorie. Statt schon jetzt zu versuchen, Entwicklungsgesetze abzuleiten, solle erst die empirische Basis vergrößert werden. Ihre Forschungstätigkeit erstreckt sich deshalb auch großenteils auf weitere Detailstudien zur wirtschaftlichen Entwicklung.
Die Vertreter der historischen Schule verfolgen einen anderen methodischen Ansatz als die englische Klassik und versteht sich dementsprechend als deren Gegenposition. Die Hauptkritikpunkte an der englischen Politischen Ökonomie können wie folgt beschrieben werden. Die erste Kritik richtet sich an den individualistischen Ansatz, die der theoretische Ausgangspunkt und die Leitidee der klassischen Ökonomen sind. (Smith-Ricardo-Mill). Wo in diesen Denkfiguren eher das Individuum im Vordergrund wissenschaftlicher Untersuchungen steht; mit seinen individuellen Bedürfnissen und seinem autonomen Willen, vertritt Schmoller den organischen Ansatz: Im Vordergrund steht nicht das Individuum, sondern die Gemeinschaft, deren historische Erfahrungen sich in gesellschaftlichen Institutionen und Organen niederschlagen, die wiederum den Handlungsspielraum des Individuums bestimmt. Die Ethik der Gesellschaft ergibt sich aus den historischen Erfahrungen des Gemeinschaftslebens und nicht aus dem Bezug zum Nutzen des Individuums.
Im engen Zusammenhang mit diesem Kritikpunkt steht auch die Ablehnung von der Verwendung abstrakter Begriffe als Instrument der ökonomischen Analyse. Dementsprechend steht Schmoller der deduktiven Methode kritisch gegenüber.
Die Historische Schule sieht auch die Rolle des Staates anders als die Klassik. Wo dort das Prinzip des ökonomischen Liberalismus propagiert wird, sieht die historische Schule eine viel größere Verantwortung des Staates.
Besonders Gustav von Schmoller beschäftigte sich intensiv mit gesellschaftlichen Institutionen. Dem Eigennutz – als klassischem Antrieb für menschliches Verhalten – fügte er den Wunsch nach ethischem Handeln, Anerkennung, die Angst vor Strafe und gelebte Gewohnheiten in Recht und Moral hinzu, die sich in diesen Institutionen manifestieren.
Darüber hinaus waren oder sind die Vertreter der jüngeren Historischen Schule häufig normativ tätig. Sie sehen es als ihre Aufgabe an, der Ethik verpflichtet Ratschläge zur Lösung politischer und vor allem sozialer Probleme zu geben. Viele dieser Probleme führen sie auf Nebenwirkungen der Marktwirtschaft zurück und fordern Eingriffe in den Markt. Freiheit, so weiter, sei zwar notwendig, aber nicht hinreichend, um Wohlstand zu schaffen. Hinzu müsse ein Staat kommen, der ungewollte Ergebnisse wie industrielle Konzentrationsprozesse oder steigende Vermögensungleichheit korrigieren könne. Als Neomerkantilisten bejahten sie Schutzzölle. Ihre Sichtweisen, die auch nicht unerheblich die Ausgestaltung der sozialen Marktwirtschaft in Deutschland nach 1945 geprägt hat, brachten ihren Vertretern die Bezeichnung Kathedersozialisten ein.
Zur besseren Beleuchtung sozialer Fragestellungen gründeten Vertreter der Historischen Schule und andere sozialpolitisch engagierte Wissenschaftler 1872 den Verein für Socialpolitik, der Bühne für große wissenschaftstheoretische Debatten, z. B. den Methodenstreit und die Werturteilsdebatte, wurde.
Das verbindende Element der Vertreter der jüngeren Historischen Schule findet sich vor allem in den Anschauungen zur Methode, der Gesellschaft und der Wirtschaft. Dem Staat und der Staatswirtschaft fällt hier die Aufgabe zu, gesamtwirtschaftliche Ziele, insbesondere das Gemeinwohl zu verfolgen und die Privatwirtschaft zu sittlichem Handeln zu bringen. Der Wirtschaftsprozess wird als ein sozial-organischer gesehen, evolutorisch und nicht als ewiger Kreislauf. Und schließlich bildet die Einbeziehung von Gruppeninteressen und die Untersuchung des Verhältnisses von Recht und Wirtschaft eine gemeinsame Anschauung dieser Schule.